# Supersonic (студио)
 (транскр.  Суперсоник) је српски студио који се бави музичком делатношћу и синхронизацијом цртаних филмова и серија.

## Сарадња

### Музика
- Бојан Милановић
- Браћа Теофиловићи
- Галија
- Гоца Тржан
- Електрични оргазам
- Небојша Јован Живковић
- Неверне бебе
- Оливер Лутров
- Оливер Мандић
- Сергеј Ћетковић
- Симфонијски оркестар академије уметности
- Слободан Тркуља
- Тања Бањанин
- Lee Man
- Love Hunters

## Синхронизације
је радио искључиво телевизијске синхронизације за Minimax, највише 2008. године. Дистрибуцију синхронизација је радила компанија Cabo International.
Списак:
- 3,2,1, пингвини!
- Авантуре Гицка Мигића (С1)
- Андерсен прича приче
- Барби Мерипоза
- Биби Блоксберг (С1-2)
- Биби и Тина (С1)
- Бинди, девојчица из џунгле
- Браћа коале
- Време је за Тимија
- Вуфи
- Гојко и Радиша
- Жабља патрола
- Живео Хакл!
- Изгубљени свет
- Како и зашто
- Кравица Кони
- Краљ Матија
- Мађарске народне приче (С1-8)
- Маја и Мигел
- Мис Биџи
- Пимпа
- Породица Слонић
- Поштар Пет
- Ромео и Јулија: Запечаћено пољупцем
- Тупу
- Улица Сезам (Аби Кадаби)
- Хари и његови диносауруси
- Холи Хоби и другари
- Чагингтон
- Џејн и змај
- Џеронимо Стилтон (С1)
- Lenny & Twiek